# Výbor Evropského parlamentu pro životní prostředí, veřejné zdraví a bezpečnost potravin
Výbor pro životní prostředí, veřejné zdraví a bezpečnost potravin (ENVI) je výborem Evropského parlamentu. Má 81 řádných členů a v současné době jej řídí Pascal Canfin.

## Vývoj
V průběhu 90. let 20. století jeho relativně nízký význam vedl k tomu, že byl poslanci EP nelichotivě označován jako „výbor pro Popelku“. Od té doby se však pravomoci výboru zvýšily. Rostoucí význam otázek, kterými se zabývá (například globální oteplování), znamenal, že se stal jedním z nejdůležitějších výborů v Parlamentu. Otevřených zasedání výboru, jakož i hlavního fóra v Parlamentu, se obvykle hojně účastní jak podnikatelští lobbisté, tak zástupci nevládních organizací zabývajících se životním prostředím.

## Odpovědnost
Výbor odpovídá za:
1. politika životního prostředí a opatření na ochranu životního prostředí, zejména pokud jde o:
- a) současná změna klimatu,
- b) znečištění ovzduší, půdy a vody, nakládání s odpady a recyklace, nebezpečné látky a přípravky, hladiny hluku a ochrana biologické rozmanitosti,
- c) udržitelný rozvoj,
- d) mezinárodní a regionální opatření a dohody zaměřené na ochranu životního prostředí,
- e) obnovení škod na životním prostředí,
- f) civilní ochrana,
- g) Evropská agentura pro životní prostředí,
- h) Evropská agentura pro chemické látky;

2. veřejné zdraví, zejména:
- a) programy a konkrétní akce v oblasti veřejného zdraví,
- b) farmaceutické a kosmetické výrobky,
- c) zdravotní aspekty bioterorismu,
- d) Evropská léková agentura a Evropské středisko pro prevenci a kontrolu nemocí;

3. Otázky bezpečnosti potravin, zejména:
- a) označování a bezpečnost potravin,
- b) veterinární právní předpisy týkající se ochrany před riziky pro lidské zdraví; kontroly veřejného zdraví u potravin a systémů výroby potravin,
- c) Evropský úřad pro bezpečnost potravin a Evropský potravinový a veterinární úřad.